# Suni (Włochy)
Suni (sard. Sune) – miejscowość i gmina we Włoszech, w regionie Sardynia, w prowincji Oristano.
Według danych na rok 2004 gminę zamieszkiwało 1235 osób, 26,3 os./km². Graniczy z Bosa, Flussio, Modolo, Pozzomaggiore, Sagama, Sindia i Tinnura.